# نظام بلوري رباعي

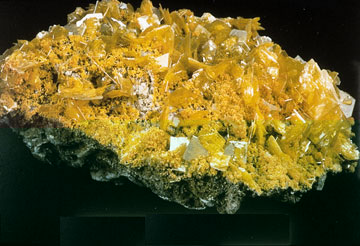
فولفينيت، مثال عن البلورات التي تتبع النظام البلوري الرباعي.

النظام البلوري الرباعي هو أحد النظم البلورية السبعة التي تتبع لها البلورات. يوصف النظام البلوري بواسطة ثلاثة متجهات. ينتج النظام البلوري الرباعي نتيجة شد شبكة بلورية مكعبة باتجاه أحد المتجهات، بحيث يصبح الشكل الفراغي عبارة عن منشور مستطيل له قاعدة مربعة ضلعها a وارتفاع المنشور c حسب الشكل.

## شبكات برافيه
حسب نموذج شبكات برافيه هناك نمطين من الشبكات البلورية الرباعية، شبكة بلورية رباعية بسيطة (ناتجة من شد شبكة مكعبة بسيطة)، وشبكة بلورية رباعية مركزية (ناتجة من شد شبكة مكعبة مركزية الجسم).

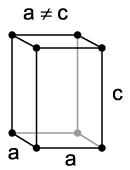
رباعي بسيط
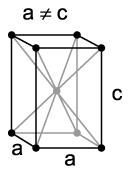
رباعي مركزي

البيانات التفصيلية للمجموعات الفراغية وترميزاتها موجودة ضمن الجدول المرفق:
| صنف البلورة              | ترميز دولي                                                 | شونفليس | مثال                     |
| ------------------------ | ---------------------------------------------------------- | ------- | ------------------------ |
| Ditetragonal dipyramidal | {\displaystyle {\frac {4}{m}}{\frac {2}{m}}{\frac {2}{m}}} | D4h     | روتايل, بيرولوسيت, زركون |
| Ditetragonal pyramidal   | {\displaystyle 4mm}                                        | C4v     | ديابوليت                 |
| Tetragonal dipyramidal   | {\displaystyle {\frac {4}{m}}}                             | C4h     | شيليت, فولفينيت, لويسيت  |
| Tetragonal pyramidal     | 4                                                          | C4      | بينويت, ريشيليت          |
| Tetragonal scalenohedral | {\displaystyle {\overline {4}}2m}                          | D2d     | كالكوبيريت, ستانيت       |
| Tetragonal trapezohedral | 422                                                        | D4      | كريستوباليت, وارديت      |
| Tetragonal disphenoidal  | {\displaystyle {\overline {4}}}                            | S4      | كاهنيت, توغتوبيت         |

## اقرأ أيضا
- وحدة خلية
- شبكة تبلور برافيه
- علم البلورات
- بنية بلورية